# Tryphon palmaris
Tryphon palmaris är en stekelart som först beskrevs av Davis 1897.  Tryphon palmaris ingår i släktet Tryphon och familjen brokparasitsteklar. Inga underarter finns listade i Catalogue of Life.